# فلسبرغ (هسن)
فلسبرغ (بالألمانية: Felsberg, Hesse) هي بلدة، مدينة وبلدة ألمانية تقع في ألمانيا في Schwalm-Eder-Kreis. يقدر عدد سكانها بـ 10,940 نسمة .

## المدن التوأمة
مدن دينغل‌اشتت، Vernouillet، شيدر وFelsberg وFelsberg هي مدن توأمة لـفلسبرغ (هسن).